# Hernansancho

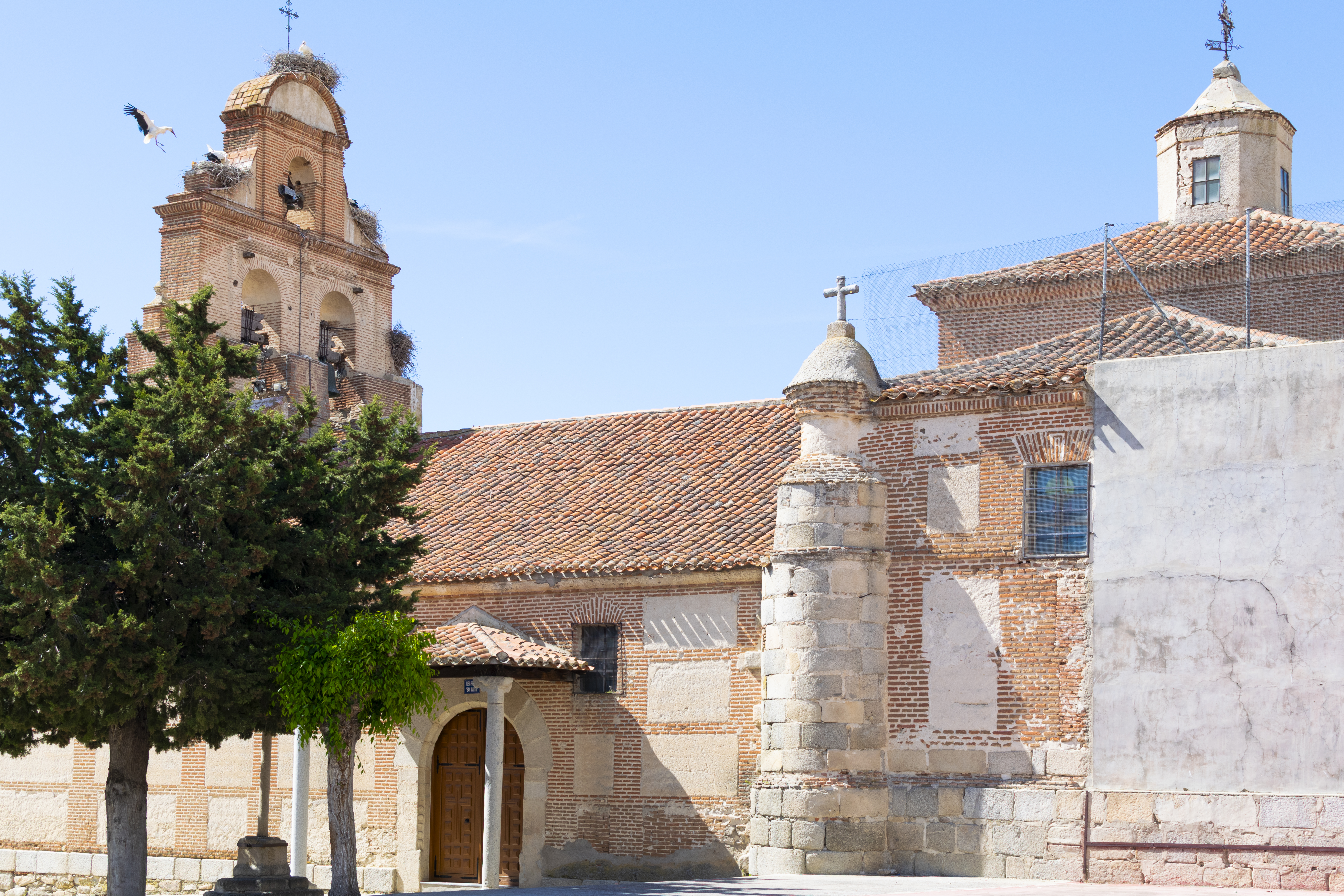
Iglesia de San Martín

Hernansancho es un municipio de España, en la provincia de Ávila, comunidad autónoma de Castilla y León. En 2024 contaba con una población de 142 habitantes (95 hombres y 76 mujeres). El gentilicio de este pueblo es Hernansanchero.

## Geografía
La localidad está situada a una altitud de 900 m s. n. m. Hernansancho está situado en el centro de la Moraña, en medio de tierras llanas, de campos abiertos sembrados de cereales, en el cruce de la carretera AV-804, que une Ávila con Arévalo, y la carretera CL-507, que une Sanchidrián con San Pedro del Arroyo. Sus habitantes se dedican preferentemente a la agricultura y a la ganadería y se encuentra a 29 km de Ávila y 117 km de Madrid.
| Noroeste: San Pascual | Norte: Villanueva de Gómez | Noreste: Villanueva de Gómez |
| Oeste: El Oso         |                            | Este: Vega de Santa María    |
| Suroeste: El Oso      | Sur: Gotarrendura          | Sureste: Peñalba de Ávila    |

## Demografía
Hernansancho cuenta con una población de 142 habitantes (INE 2024).
| Gráfica de evolución demográfica de Hernansancho entre 1842 y 2021 |
| |
| Población de derecho según los censos de población del INE. Población de hecho según los censos de población del INE.En este censo se denominaba Hernán Sancho: 1842. |

## Administración y política
| Elecciones municipales - Hernansancho (2019) |       |          |            |
| Partido político                             | Votos | %Válidos | Concejales |
| Partido Popular (PP)                         | 60    | 54,05%   | 4          |
| Partido Socialista Obrero Español (PSOE)     | 23    | 20,72%   | 1          |

| Elecciones municipales - Hernansancho (2015) |       |          |            |
| Partido político                             | Votos | %Válidos | Concejales |
| Partido Socialista Obrero Español (PSOE)     | 53    | 41,09%   | 3          |
| Partido Popular (PP)                         | 50    | 38,76%   | 2          |

Hernansancho fue el primer pueblo de España en el que el partido UPyD consiguió la alcaldía. Fue en las elecciones municipales del 22 de mayo de 2011.
| Elecciones Municipales - Hernansancho (2011) |       |          |            |
| Partido político                             | Votos | %Válidos | Concejales |
| Unión Progreso y Democracia (UPyD)           | 79    | 61,24%   | 4          |
| Partido Popular (PP)                         | 34    | 26,36%   | 1          |
| Partido Socialista Obrero Español (PSOE)     | 11    | 8,53%    | 0          |